# La Petxina

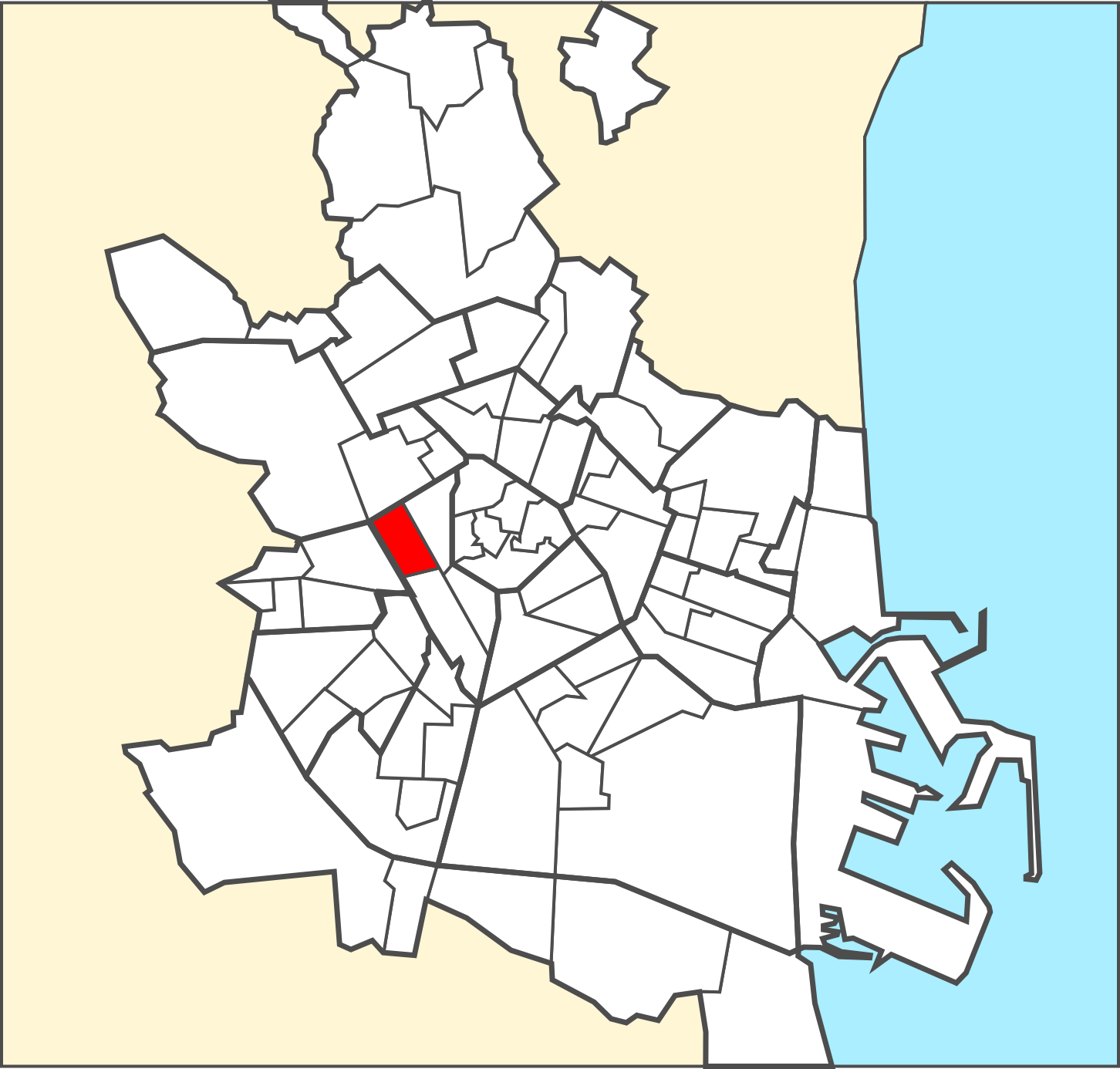
La Petxina en el municipio de Valencia.

La Petxina (en castellano La Pechina) es un barrio de la ciudad de Valencia (España), perteneciente al distrito de Extramurs. Como la práctica totalidad de los barrios (excepto el de Ciutat de les Arts i les Ciències), fue creado en 1981. Se halla situado en el centro de la ciudad y limita al norte con Campanar, al este con El Botànic, al sur con Arrancapins y al oeste con Nou Moles. Su población en 2022 era de 14.899 habitantes.
Se extiende al norte desde el Puente de Campanar hasta el Puente de Ademuz o de las Glorias Valencianas; al este, por la Gran Vía de Fernando el Católico; al sur, por la calle Erudito Orellana hasta su intersección con la calle de Ángel Guimerá, y a partir de dicho punto por esta vía; y al oeste, por la avenida Pérez Galdós.

## Toponimia

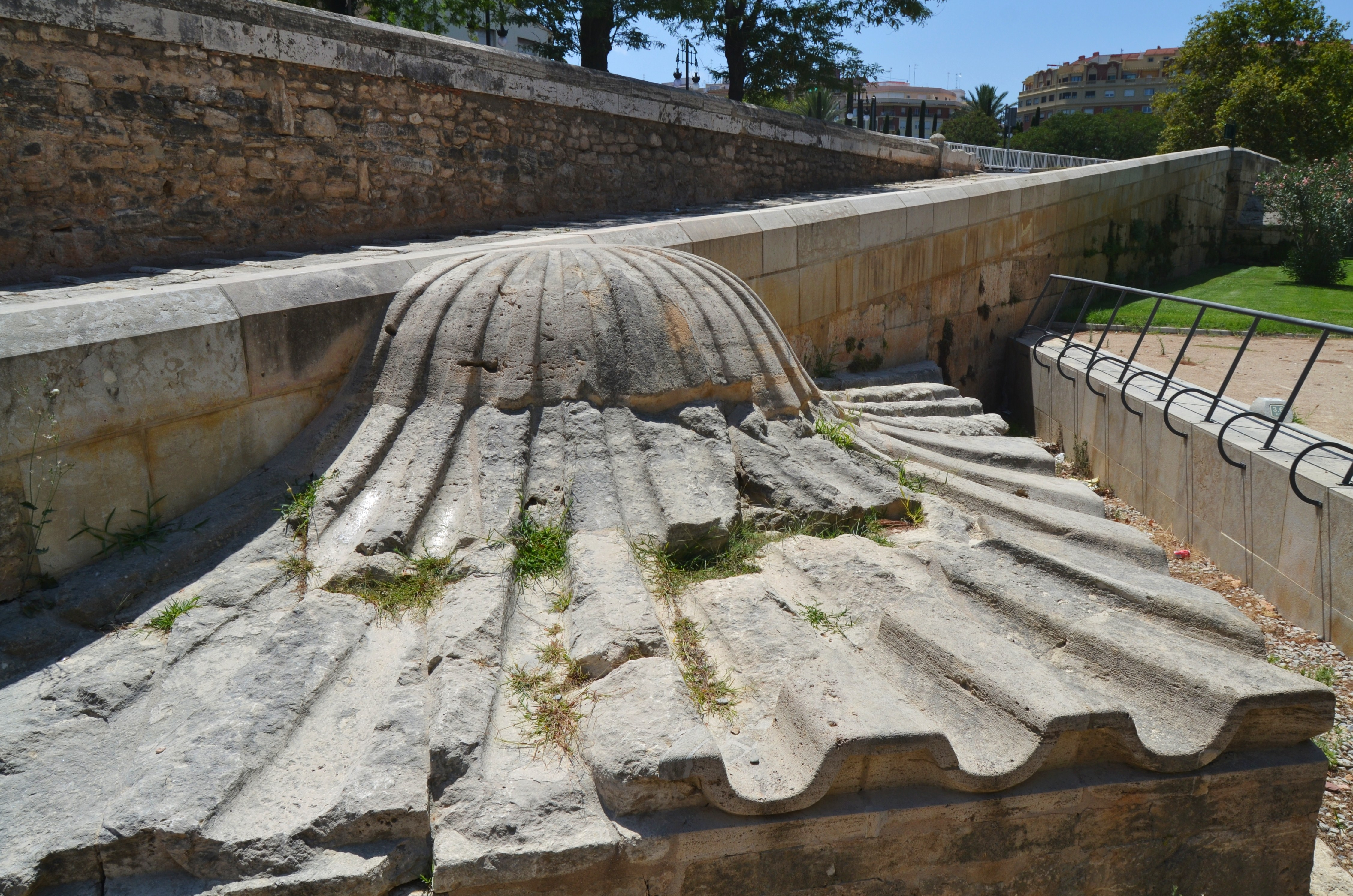
Relieve de piedra en forma de concha (petxina) que da nombre al paseo y al barrio.

El barrio toma su nombre del Paseo de la Petxina, que constituye el límite septentrional del barrio y cuya denominación, a su vez, deriva del adorno de piedra con forma de concha (petxina, en valenciano) anexo al pretil del antiguo cauce del río Turia.

## Historia

### Edad Antigua
En el adorno de un contrafuerte situado enfrente del antiguo matadero se exponen dos lápidas de la época romana que fueron encontradas «en el cauce del río inmediato [a] dicha obra»en el siglo XVIII. En las lápidas figuran inscripciones en latín que apuntan a la existencia de una suerte de cofradía conformada por esclavos admiradores de la diosa egipcia Isis en la ciudad.

### Edad Contemporánea
Hasta aproximadamente la segunda mitad del siglo XIX no consta que existiesen en la zona más que algunas casas emplazadas a lo largo de la carretera de Valencia (o carretera de Madrid en ciertos mapas) y unas pocas alquerías de labradores sitas entre esta vía y el núcleo poblacional primigenio de Patraix, si bien ya en 1890 una publicación fallera daba cuenta de la existencia de una falla ubicada en los cuatro cantones entre las calles de Quart y San Jacinto, enfrente de la estación de Aragón, actualmente desaparecida. En el mismo documento se hacía referencia a esta zona (situada en el norte del barrio de La Petxina) como el Barrio de Fleta, en referencia al empresario Jacinto Fleta y Beltrán, que nombró la segunda de las vías mentadas honrando a su patrón Jacinto de Cracovia, habiendo tomado además la iniciativa de construir la estación anteriormente mencionada. La calle de Teruel, que se encuentra en la misma zona, también habría recibido dicho denominación por designio del empresario, que era turolense.
El mismo Jacinto Fleta buscaría urbanizar las tierras rústicas en el terreno del actual barrio de La Petxina según un modelo urbanístico de ciudad jardín del cual se conserva tan solo un inmueble erigido en el año 1900.
Con todo, y pese al rápido desarrollo de los ensanches de Ruzafa y Colón desde finales del siglo XIX, el de la zona de Gran Vía Ramón y Cajal–Fernando el Católico no se iniciaría hasta varios años después, siendo esta demora en el comienzo de la construcción el motivo de la práctica ausencia de edificaciones anteriores a la primera década del siglo XX en tal espacio.
Esta urbanización más tardía se puede apreciar en el hecho de que alrededor del 80% de las viviendas del barrio fuesen construidas durante el periodo comprendido entre los años 1921 y 1980, erigiéndose en esta época edificaciones tales como la Iglesia de San José de la Montaña ideada por el arquitecto Francisco Mora Berenguer, así como la finca situada en el cruce del Paseo de la Pechina con el Puente de las Glorias Valencianas (Finca Ferca), inaugurada en 1957 y construida por la Cooperativa de casas baratas para agentes comerciales, que también promovería la construcción del grupo de viviendas Santa María Micaela, planteada por Santiago Artal con un marcado estilo racionalista y neoplasticista, e igualmente situada en el barrio.

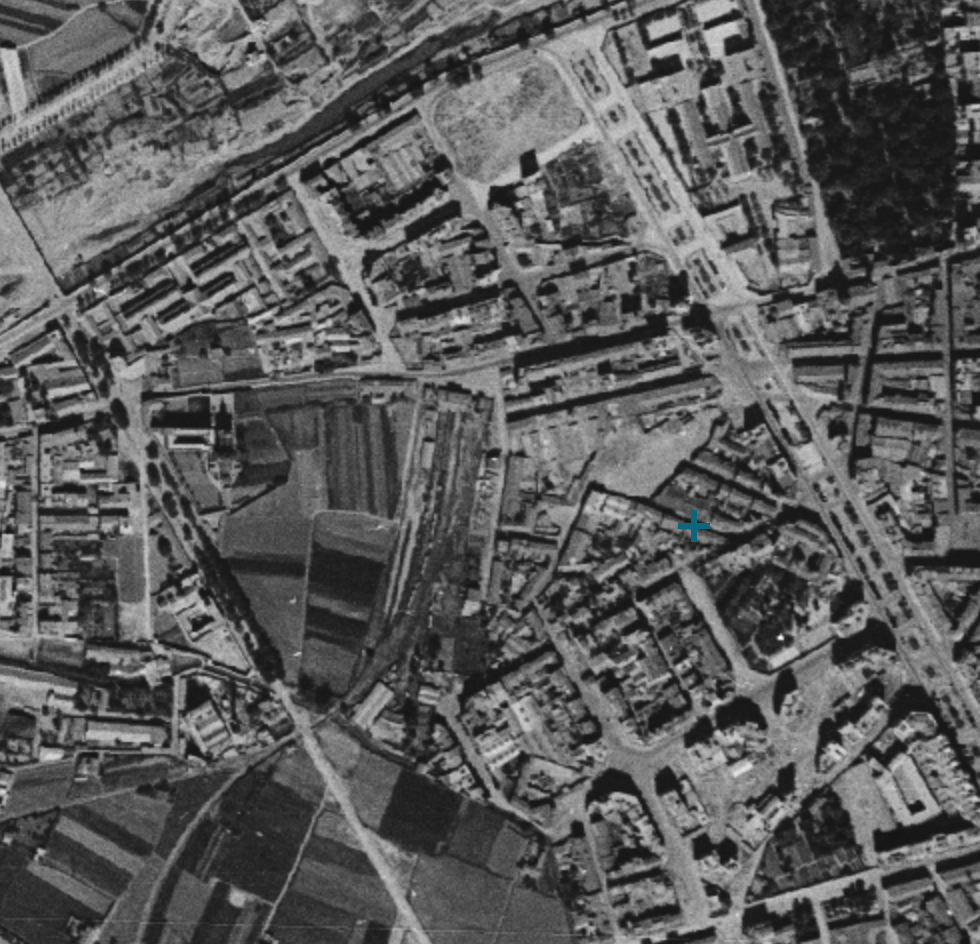
Fotografía aérea de La Petxina en 1945, donde se aprecia la falta de edificaciones en muchas de las parcelas, así como la presencia de la antigua estación de Aragón.

Asimismo, en la zona se ubicó el matadero municipal de Valencia (proyectado por el arquitecto Luis Herreras Soler en 1895 y finalizado en 1902), pues la preocupación por la realización de actividades insalubres dentro de la ciudad exigía situar este tipo de establecimientos lejos de las zonas habitadas, y la cercanía de la Acequia de Rovella favorecía la limpieza de las instalaciones. El matadero fue clausurado en 1969 y, tras su rehabilitación, hoy en día los edificios del complejo acogen actividades deportivas y culturales.
Durante la Guerra civil española fue construido a cargo de la Junta de Defensa Pasiva creada por el Ministerio de Defensa de la Segunda República un refugio antiaéreo en el patio del grupo escolar Blasco Ibáñez. El refugio, que todavía se conserva, es de tipo abovedado y mantiene un letrero de estilo art decó indicando el año de su construcción: 1938. En la actualidad se utiliza como almacén y se encuentra en el patio del Colegio Jesús y María; obra esta del arquitecto barcelonés Agustín Borrell Sensat inaugurada en 1954 y que, como el refugio antes mencionado, forma parte del Catálogo de Bienes y Espacios Protegidos del Ayuntamiento de Valencia, donde se destaca su valor como «uno de los primeros ejemplos de arquitectura de vanguardia de Valencia» y se señala que ocupa el solar donde se hallaba sito el referido grupo escolar Blasco Ibáñez (derribado en la década de 1940) y, con anterioridad, el antiguo Convento de Nuestra Señora del Socorro o convent del Socós agustino, fundado en 1500 por el padre Juan de Eixarch e incendiado el 28 de junio de 1808 por las tropas francesas al mando del mariscal Moncey, durante la Guerra de Independencia. 
De este convento únicamente subsiste —aunque muy alterada— la capilla de Santo Tomás de Villanueva levantada por Vicente Monmeneu como parte de una remodelación en la que también participó Salvador Escrig, influidos ambos arquitectos por el academicismo neoclasicista característico de la Real Academia de San Carlos decimonónica.

## Demografía
Desde finales de la década de 1990 el barrio cuenta con una población que ronda los 15.000 habitantes, por debajo de la cifra de 21.613 que arrojaba el censo de 1971.

## Elecciones
Las formaciones políticas de derecha siempre han sumado mayoría en las elecciones locales, municipales y autonómicas. En las elecciones municipales de 2019 Compromís logró convertirse en el primer partido de izquierda en obtener la mayor cantidad de votos en el barrio, si bien la suma del Partido Popular, Ciudadanos y Vox representó el 53,50% de los votos válidos, frente al 44,60% que reunieron Compromís, PSOE y Podemos. 
Así, pese a que el barrio mantiene su histórica inclinación política hacia la derecha, su electorado no es tan marcadamente conservador como en décadas anteriores: si desde 1987 hasta 2011 las formaciones de derecha se imponían con una diferencia de 30 a 40 puntos porcentuales respecto de la izquierda, desde 2015 la diferencia entre los bloques ideológicos se ha ubicado entre los 6 y 16 puntos.
Junto con El Botànic, Arrancapins, Benifaraig, Borbotó y Massarrojos, La Petxina fue uno de los barrios en que Unión Valenciana logró la mayoría de los votos en las elecciones municipales de 1987, superando a la lista de Alianza Popular por solo 0,38 puntos porcentuales.